# De Bunt (helling)
De Bunt is een helling gelegen op de steilrand van de Brabantse Wal nabij Hoogerheide in het zuidwesten van de Nederlandse provincie Noord-Brabant. De helling eindigt in kasseien.

## Wielrennen
De helling zit in het fietsroutenetwerk ter plaatse.